# Parafia św. Michała Archanioła w Żdżannem
Parafia św. Michała Archanioła w Żdżannem – parafia rzymskokatolicka, znajdująca się w archidiecezji lubelskiej, w dekanacie Krasnystaw – Wschód.

## Zasięg parafii
Do parafii należą wierni z następujących miejscowości: Wierzchowiny, Zagroda, Zwierzyniec, Żdżanne